# Kacikarivka, Berîslav
Kacikarivka (în ucraineană Качкарівка) este localitatea de reședință a comunei Kacikarivka din raionul Berîslav, regiunea Herson, Ucraina.

## Demografie
Componența lingvistică a localității Kacikarivka
     Ucraineană (95,01%)
     Rusă (4,44%)
     Alte limbi (0,4%)
Conform recensământului din 2001, majoritatea populației localității Kacikarivka era vorbitoare de ucraineană (95,01%), existând în minoritate și vorbitori de rusă (4,44%).